# Oak Brook
Oak Brook är en ort (village) i Cook County, och  DuPage County, i delstaten Illinois, USA. Enligt United States Census Bureau har orten en folkmängd på 7 937 invånare (2011) och en landarea på 20,6 km².